# Hochvogel
Hochvogel är ett berg i Österrike, på gränsen till Tyskland. Det ligger i den västra delen av landet, 500 km väster om huvudstaden Wien. Toppen på Hochvogel är 2 592 meter över havet, eller 575 meter över den omgivande terrängen. Bredden vid basen är 6,7 km.
Terrängen runt Hochvogel är huvudsakligen bergig. Runt Hochvogel är det ganska glesbefolkat, med 26 invånare per kvadratkilometer.. Närmaste större samhälle är Tannheim, 12,7 km nordost om Hochvogel. 
Trakten runt Hochvogel består i huvudsak av gräsmarker.